# Ancenis

Situació del municipi d'Ancenis al departament

Ancenis (en bretó Ankiniz, en gal·ló Anczeniz) és un municipi francès del departament del Loira Atlàntic, a la regió del País del Loira. El 2006 tenia 7.407 habitants. Limita amb els municipis d'Oudon, Saint-Géréon, Couffé, Mésanger, La Roche-Blanche i Saint-Herblon a Loira Atlàntic, Liré i Drain a Maine i Loira.

## Demografia
| Evolució de la població Cassini i INSEE |       |       |       |       |      |       |       |       |
| 1793                                    | 1800  | 1806  | 1821  | 1831  | 1836 | 1841  | 1846  | 1851  |
| 3 295                                   | 2 923 | 2 945 | 3 888 | 3 749 | -    | 3 802 | 3 824 | 3 689 |

| 1856  | 1861  | 1866  | 1872  | 1876  | 1881  | 1886  | 1891  | 1896  |
| ----- | ----- | ----- | ----- | ----- | ----- | ----- | ----- | ----- |
| 4 198 | 4 628 | 4 148 | 4 358 | 5 177 | 5 361 | 5 544 | 5 141 | 5 048 |

| 1901  | 1906  | 1911  | 1921  | 1926  | 1931  | 1936  | 1946  | 1954  |
| ----- | ----- | ----- | ----- | ----- | ----- | ----- | ----- | ----- |
| 5 199 | 4 998 | 5 013 | 4 222 | 3 942 | 4 040 | 4 149 | 4 815 | 5 050 |

| 1962  | 1968  | 1975  | 1982  | 1990  | 1999  | 2006 | 2011 | 2016 |
| ----- | ----- | ----- | ----- | ----- | ----- | ---- | ---- | ---- |
| 5 102 | 5 648 | 6 997 | 7 076 | 6 896 | 7 010 | -    | -    | -    |

| 2019 | - | - | - | - | - | - | - | - |
| ---- | - | - | - | - | - | - | - | - |
| -    | - | - | - | - | - | - | - | - |

## Administració
| Període   | Identitat         | Partit             |
| --------- | ----------------- | ------------------ |
| 1977-2001 | Édouard Landrain  | UDF                |
| 2001-     | Jean-Michel Tobie | UDF, després MoDem |

## Agermanaments
- Bad Brückenau (Baviera)
- Kirkham (Lancashire)

## Galeria d'imatges

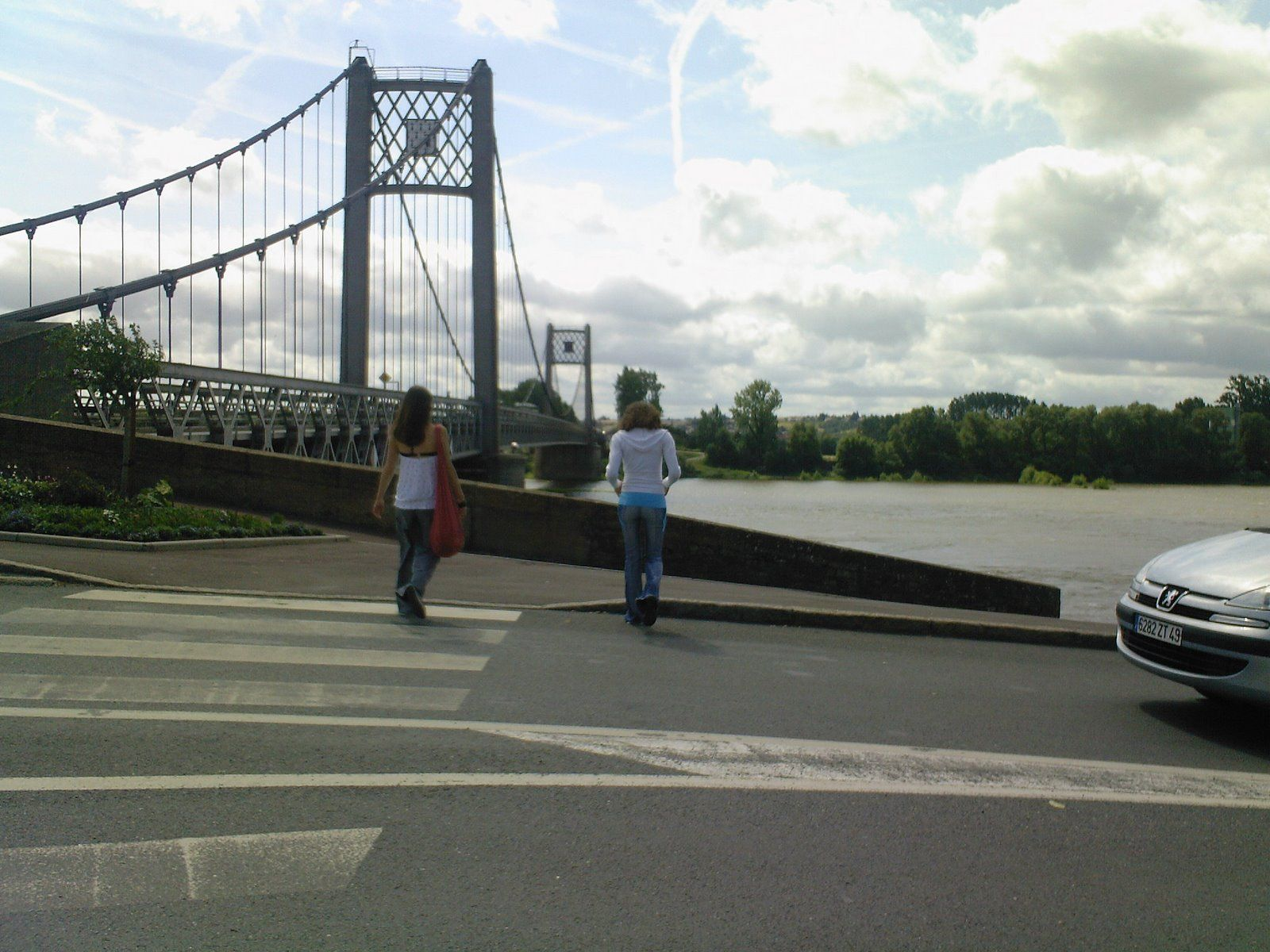
Els marges del Loira
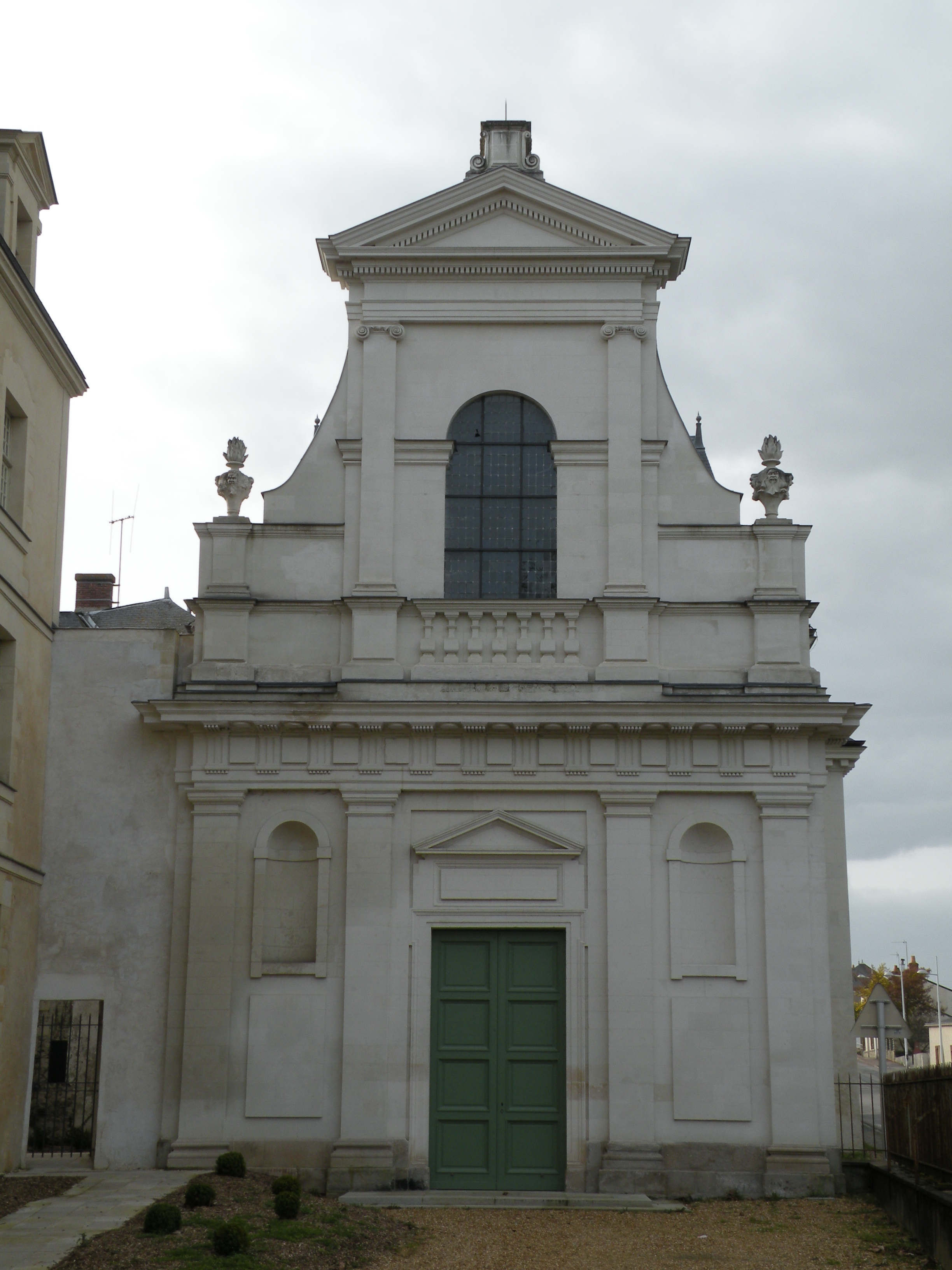
La capella de l'antic convent de les Ursulines
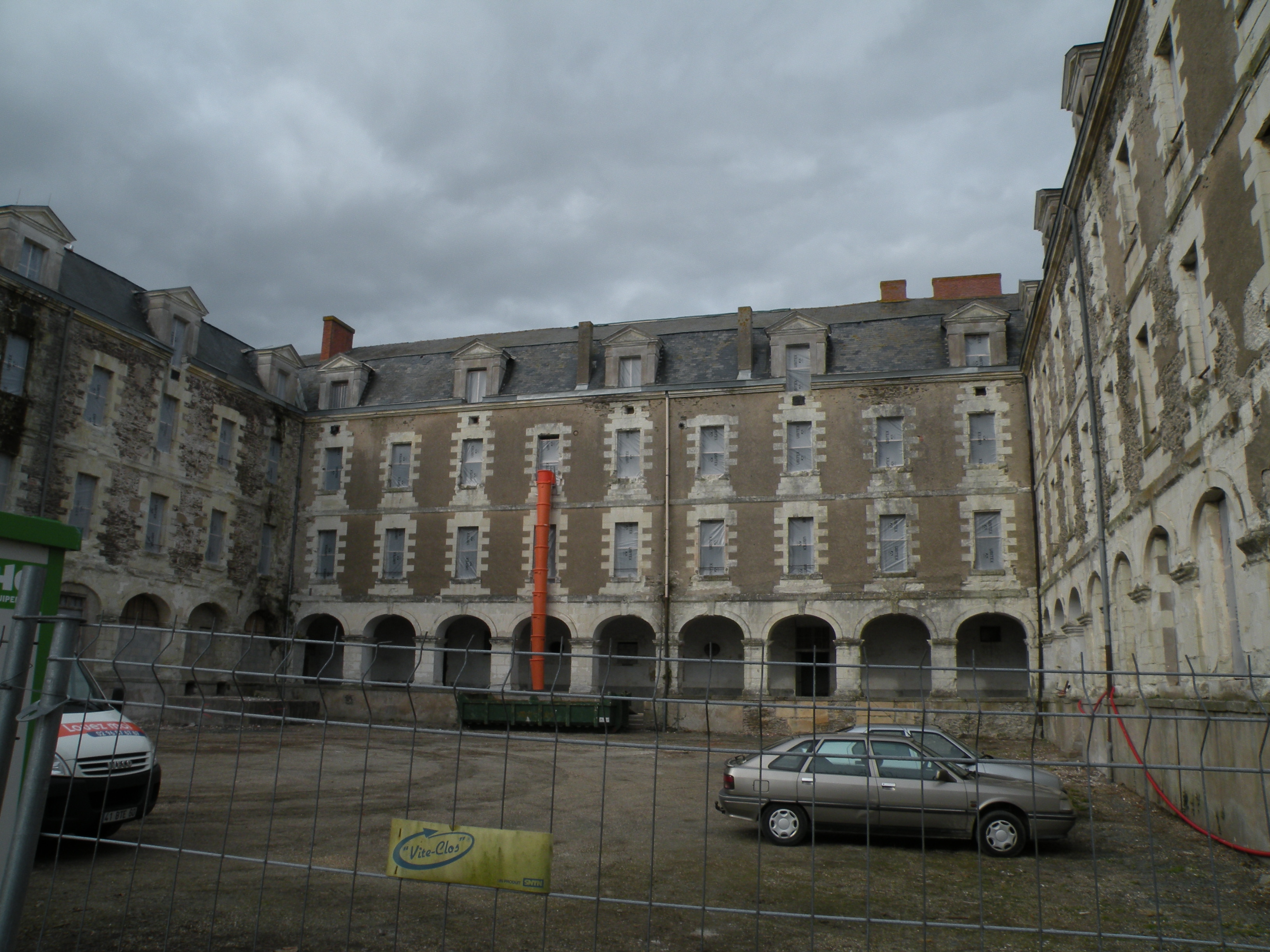
L'antic convent de les Ursulines en rehabilitació
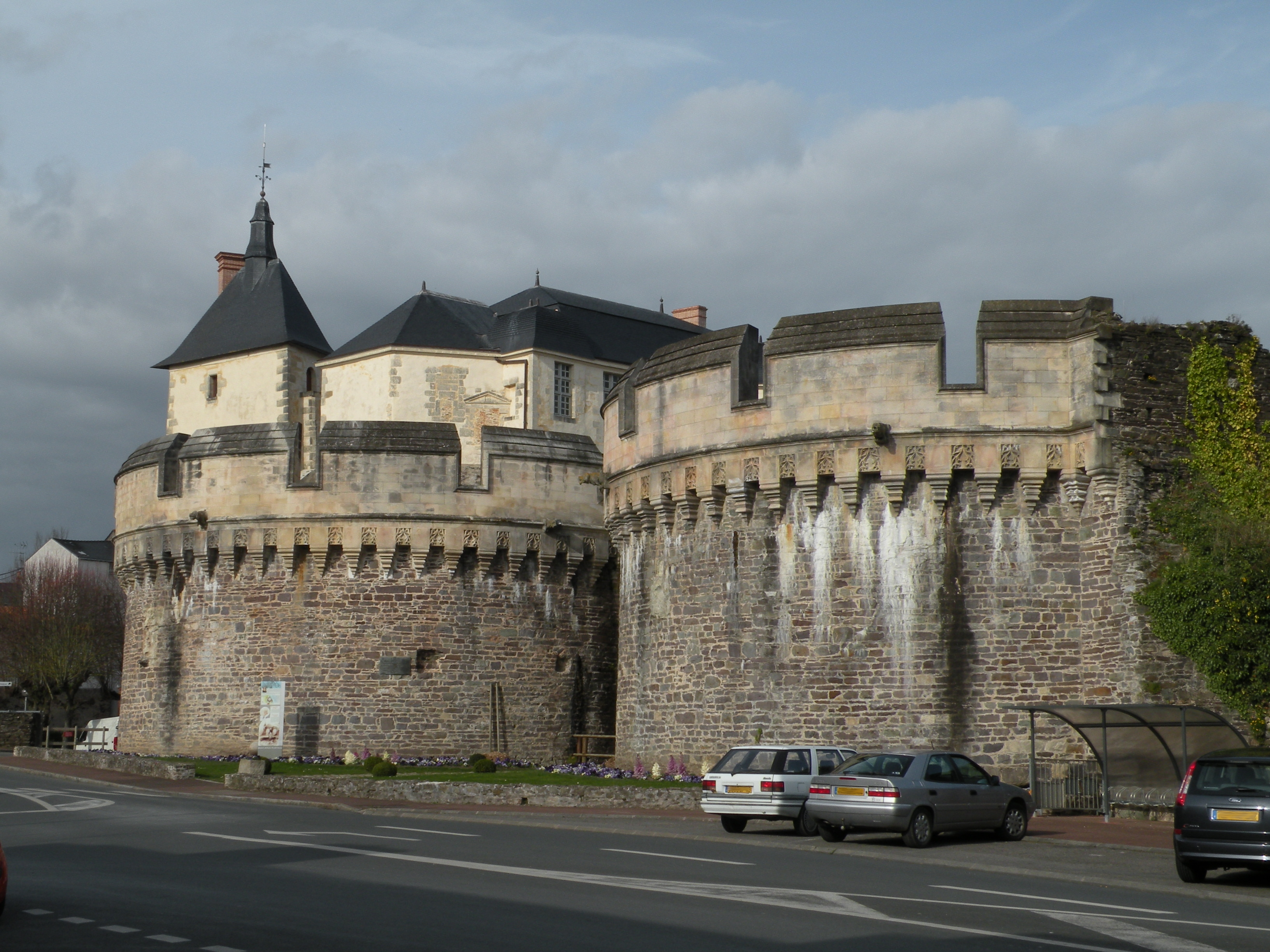
Les muralles del castell
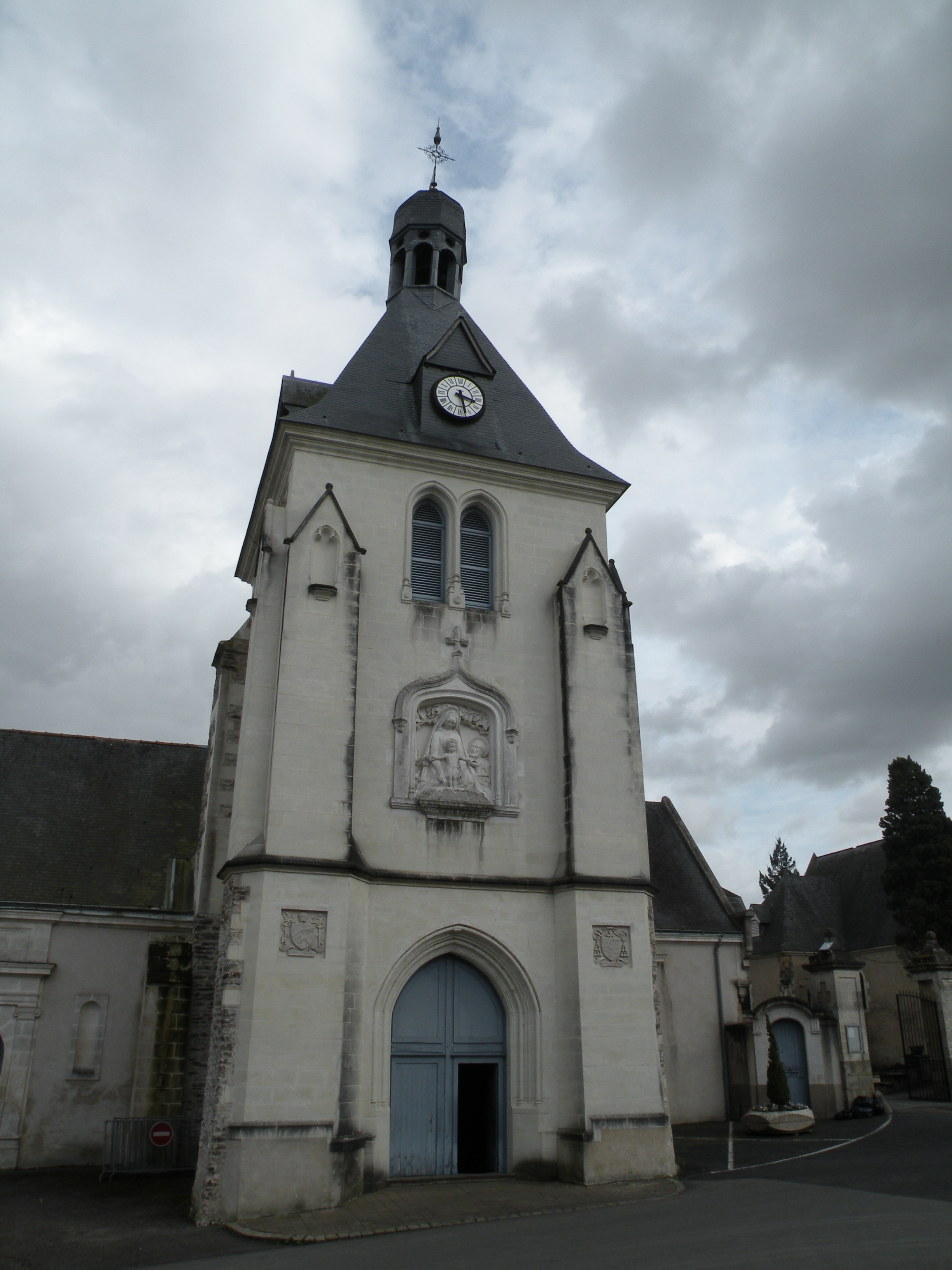
L'església Saint-Pierre
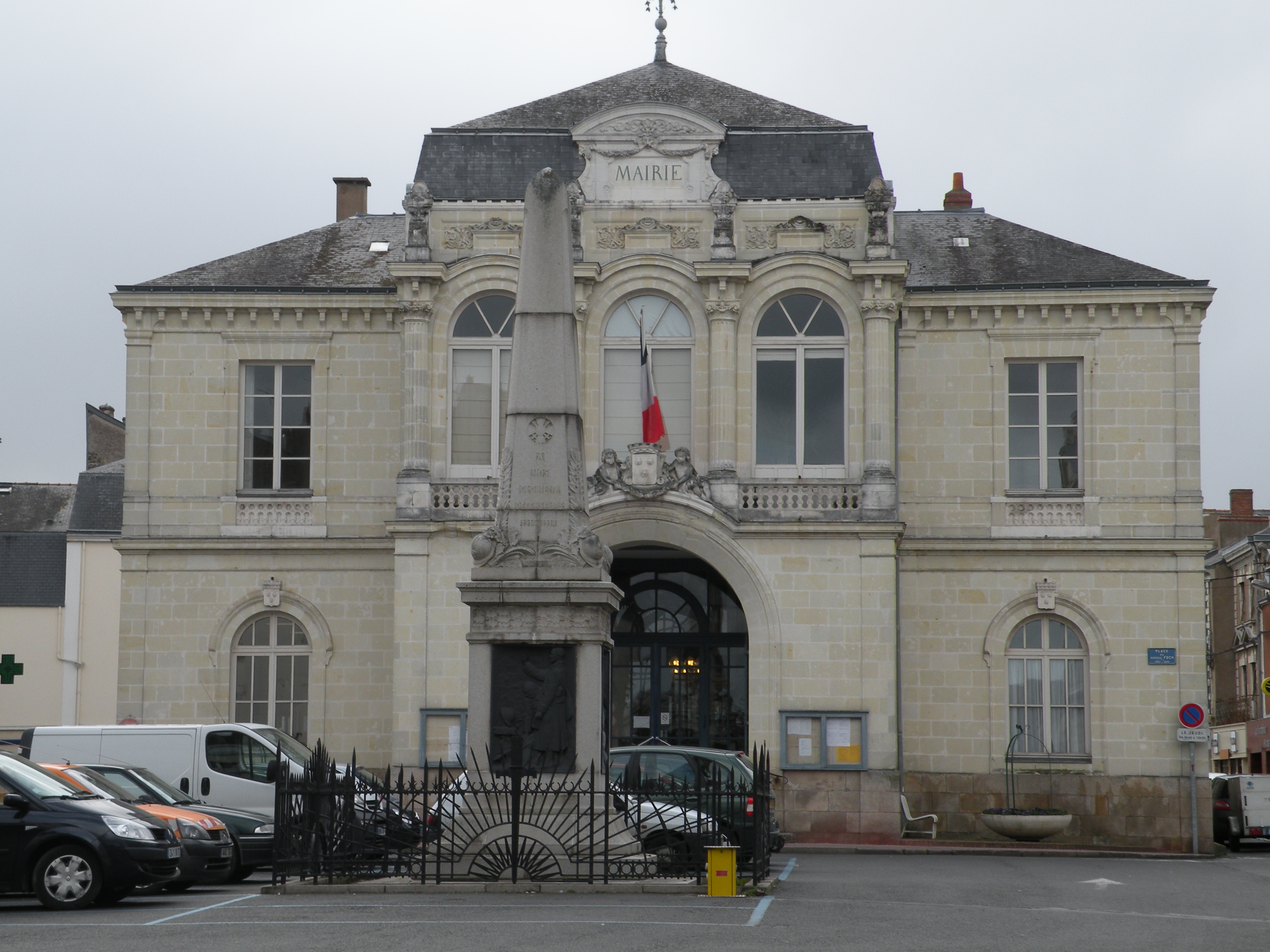
L'ajuntament